# حزب کمونیست ترکیه (دهه ۱۹۲۰)
حزب کمونیست ترکیه یا ت.ک.پ (به ترکی: Türkiye Komünist Partisi, TKP) یک حزب سیاسی کمونیست بود که در کشور ترکیه فعالیت می‌کرد. این حزب در سال ۱۹۲۰ توسط مصطفی صبحی بنیان‌گذاری شد و اندکی پس از آن ممنوع‌الفعالیت اعلام شد. حزب کمونیست ترکیه در دوران جنگ سرد یک حزب مخالف بود که به صورت مخفی فعالیت می‌کرد و از طوی حکومت‌های نظامی متعددی مورد تعقیب قرار گرفت. روشنفکران بسیاری از جمله ناظم حکمت به حزب کمونیست ترکیه پیوستند. حزب کمونیست ترکیه در سال ۱۹۸۸ در تلاش برای به دست آوردن موقعیتی قانونی با حزب کارگران ترکیه ادغام شد و حزب کمونیست متحد ترکیه را پدید آوردند.

## تاریخچۀ اولیه
حزب کمونیست ترکیه در کنگره‌ای در ۱۰ سپتامبر ۱۹۲۰ در شهر باکو تأسیس شد که در آن افرادی با سه گرایش مختلف چپ متأثر از انقلاب اکتبر در روسیه گرد هم آمده‌بودند. این سه گرایش مختلف که در تأسیس حزب مشارکت کردند عبارت بودند از حزب سوسیالیست کارگران و دهقانان ترکیه که در استانبول فعالیت می‌کرد، افرادی از ارتش سبز در آناتولی (که بخش‌های چپ‌گرای جنبش رهایی‌بخش ملی را نمایندگی می‌کردند) و گروهی از کمونیست‌های اهل ترکیه در اتحاد جماهیر شوروی (که اکثر آن‌ها را زندانیان اهل ترکیه در جنگ تشکیل می‌دادند که توسط بلشویک‌ها به کار گرفته شده‌بودند). کنگره در مجموع از ۷۴ نماینده تشکیل شده‌بود. در این کنگره مصطفی صبحی به عنوان رئیس حزب و ادهم نجات نیز به عنوان دبیر کل حزب انتخاب شد.
حزب کمونیست ترکیه پس از تأسیس به عنوان بخشی از انترناسیونال کمونیستی (کمینترن) شناخته شد. تأسیس حزب کمونیست ترکیه در میانۀ جنگ استقلال ترکیه و پس از شکست امپراتوری عثمانی در جریان جنگ جهانی اول اتفاق افتاد.
مصطفی کمال آتاترک به منظور برخورد با تأثیرگذاری کمونیست‌های ترکیه، اقدام به راه‌اندازی یک حزب کمونیست نمایشی موازی کرد. این کار به تأسیس حزب دیگری به نام حزب اشتراکیون خلق ترکیه دامن زد که در منابع انگلیسی از آن با عنوان حزب کمونیست خلق ترکیه (۱۹۲۰) یاد می‌شود. اگرچه این حزب به لحاظ فنی حزب مجزایی بود، اما کادرهای حزب کمونیست ترکیه در رهبری حزب اشتراکیون خلق ترکیه نیز حضور داشتند.
مصطفی صبحی بنیانگذار حزب کمونیست ترکیه و ۱۴ رفیق دیگر وی همگی به قتل رسیدند. اینکه چه کسانی پشت پردۀ این قتل بودند هنوز به درستی مشخص نشده‌است. بر اساس منابع رسمی قتل مصطفی صبحی به فرمان سلطان عثمانی و به دلیل حمایت وی از آزادی ترکیه اتفاق افتاده‌است.

## کنگرۀ دوم
حزب اشتراکیون خلق ترکیه در دیامبر ۱۹۲۱ قانونی شناخته‌شد. این امر فرصتی را برای حزب کمونیست ترکیه فراهم کرد تا به شیوۀ آزادانه‌تری فعالیت کند. حزب اشتراکیون خلق در ماه اوت کنگرۀ خود را برگزار کرد که از آن به عنوان کنگرۀ دوم حزب کمونیست ترکیه یاد می‌شود. این کنگره صالح حاجی‌اوغلو را به عنوان دبیر کل حزب انتخاب کرد. حزب اشتراکیون خلق یک ماه پس از آن ممنوع‌الفعالیت شد و نزدیک به ۲۰۰ کادر آن دستگیر شدند.

## کنگرۀ سوم
کنگرۀ سوم حزب کمونیست ترکیه در ژانویۀ ۱۹۲۵ در استانبول برگزار شد. این کنگره شفیق حُسنو را به سمت دبیر کلی حزب برگزید. گروه حسنو در استانبول فعالیت‌های نیمه‌قانونی‌ای را هدایت می‌کردند و نشریه‌ای به نام آیدینلیک را منتشر می‌کردند. بر اساس تصمیمات کمینترن، حزب کمونیست ترکیه انتشار نشریه‌ای به نام اوراک-چَکیچ (به ترکی: Orak-Çekiç به معنای داس و چکش) را آغاز کردند که بر خلاف آیدینلیک به سوی طبقۀ کارگر جهت‌دهی شده‌بود.
تنها نمایندۀ جناح چپ حزب صالح حاجی‌اوغلو بود که بعدها در پاک‌سازی‌های دهۀ ۱۹۳۰ در روسیه حذف شد.
حزب کمونیست ترکیه متحمل سه موج سرکوب کادرهای خود شد که در سال‌های ۱۹۲۵، ۱۹۲۷ و ۱۹۲۹ اتفاق افتاد. اما علاوه بر فشار خارجی، حزب از اختلافات داخلی نیز آسیب دید. نقش حزب در جهت کمینترن و نیز حزب حاکم جمهوری‌خواه خلق از جملۀ مسائل مورد اختلاف بودند.
حزب کمونیست ترکیه با وجود غیرقانونی بودن مجموعه‌ای از نشریات را همچون استانبول سرخ (به ترکی: Kızıl Istanbul) بین سال‌های ۱۹۳۰-۱۹۳۵، بلشویک (۱۹۲۷)، کمونیست (۱۹۲۹) و راه انقلاب (به ترکی: İnkılap Yolu) که بین سال‌های ۱۹۳۰-۱۹۳۲ در برلین چاپ می‌شد، منتشر کرد. حزب کمونیست ترکیه در سال ۱۹۲۶ در وین یک کنفرانس حزبی برگزار کرد که طی آن یک برنامۀ جدید حزبی فرمول‌بندی شد که جهت‌گیری انتقادی‌تری را نسبت به کمالیسم در بر داشت.

## کنگرۀ چهارم
کنگرۀ چهارم حزب کمونیست ترکیه در سال ۱۹۳۲ برگزار شد. در این کنگره شفیق حُسنو مجدداً به عنوان دبیر کل حزب انتخاب شد.

## تجدید فعالیت
در دهۀ ۱۹۶۰ حزب کارگران ترکیه به عنوان نیرویی قدرتمند اعلام موجودیت کرد. تأسیس حزب کارگران ترکیه در زمانی اتفاق افتاد که جو سیاسی نسبتاً بازتری به وجود آمده‌بود. حزب کارگران ترکیه به نیروی رهبری‌کننده در درون جنبش اتحادیه‌ای تبدیل شده‌بود و کنفدراسیون اتحادیه‌های کارگری انقلابی (DISK) را رهبری می‌کرد که در سال ۱۹۶۷ تأسیس شد. علاوه بر این حزب کارگران ترکیه اولین حزب سیاسی ترکیه بود که مسئلۀ کرد را در دستور کار خود قرار داد.
با این وجود به دلیل شرایط سیاسی که بار دیگر به سمت بسته شدن می‌رفت و جناح‌های رادیکال‌تر در درون جنبش چپ تصمیم به مبارزۀ مسلحانه گرفتند، فعالیت حزب کارگران ترکیه نیز غیرقانونی اعلام شد. ممنوعیت فعالیت حزب کارگران ترکیه باعث قوی‌تر شدن حزب کمونیست ترکیه شد، چنانکه بسیاری از کادرهای حزب کارگران ترکیه به حزب کمونیست ترکیه پیوستند که به صورت زیرزمینی فعالیت می‌کرد. حزب کمونیست در آن زمان سازمان‌های توده‌ای نیمه‌قانونی را هدایت می‌کرد و بعد از این اتفاق به نیروی راهبری‌کنندۀ کنفدراسیون اتحادیه‌های کارگری انقلابی تبدیل شد.

## دورۀ آتِلِم
در ابتدای دهۀ ۱۹۷۰ سازمان‌های کارگری و احزاب سیاسی چپ با خودکامگی کودتای ۱۹۷۱ ترکیه مواجه شدند. علیرغم فشار حکومت نظامی، این جنبش ترقی‌خواه رشد کرد و وضعیت سیاسی را در ترکیه دگرگون کرد. شورش دانشجویان دانشگاه در سال ۱۹۶۸ و اعتصاب عظی کارگران در روزهای ۱۵ و ۱۶ ژوئن ۱۹۷۰ به نابع الهام عظیمی برای این ترقی تبدیل شد. حزب کمونیست ترکیه تحت رهبری اسماعیل بِلَن که در آن زمان دبیر کل حزب بود این روند را همچون مرحله‌ای نوین در انقلاب و اصلاح مورد ارزیابی قرار داد و به همین دلیل این دوره را آتِلِم نامید که در زبان ترکی به معنای جهش است. حزب کمونیست ترکیه علیرغم غیر قانونی بودن و مشکلات فعالیت زیرزمینی راهی برای مداخله در دستور کار سیاسی کشور پیدا کرد و در این راستا به پشتیبانی از کنفدراسیون اتحادیه‌های کارگری انقلابی (DISK) پرداخت. این دورۀ ترقی حزب کمونیست ترکیه و دیگر سازمان‌های چپ در ترکیه با کودتای ۱۹۸۰ به پایان رسید.

## کنگرۀ پنجم
کنگرۀ پنجم حزب کمونیست ترکیه در سال ۱۹۸۳ برگزار شد. در این کنگره اسماعیل بِلَن به عنوان رئیس و حیدر کوتلو به عنوان دبیر کل حزب انتخاب شدند.

## ادغام در حزب کمونیست متحد ترکیه
در سال ۱۹۸۸ حزب کمونیست ترکیه با حزب کارگران ترکیه ادغام شد و حزب کمونیست متحد ترکیه (TBKP) را با شعار «وحدت، بازسازی و قانونی‌بودن» پدید آوردند. به دلیل ممنوعیت فعالیت کمونیستی در ترکیه، حزب کمونیست متحد ترکیه در ابتدا در کنگره‌ای مخفی پدید آمد که بلافاصله بعد از کنگرۀ ششم حزب کمونیست ترکیه و همزمان با کنگرۀ حزب کارگران ترکیه برگزار شد؛ اما از ابتدا اعلام کرد که قصد دارد به صورت قانونی به فعالیت بپردازد.

## مدعیان میراث‌بری از حزب کمونیست ترکیه
در حال حاضر جریانات متعددی در ترکیه وجود دارند که ادعا می‌کنند نمایندۀ حزب کمونیست تاریخی ترکیه هستند:
- حزب کمونیست ترکیه که در سال ۱۹۷۹ از حزب کمونیست اصلی جدا شد و با نام نشریه‌اش صدای کارگر (به ترکی: İşçinin Sesi) شناخته می‌شود که توسط این حزب منتشر می‌شود.
- حزب کمونیست ترکیۀ دیگری به تازگی تأسیس شده که در سال ۲۰۰۱ این نام را بر خود نهاده است. این حزب در سال ۱۹۹۳ با نام حزب اقتدار سوسیالیستی تأسیس شد و هیچ ارتباط سازمانی تاریخی با حزب کمونیست ترکیه نداشته‌است.
- گروهی از اعضای مخالف حزب کمونیست متحد ترکیه که در سال ۱۹۹۳ «همایش نوزایش» را برگزار کردند دست به انتشار نشریه‌ای با عنوان مجلۀ سوسیالیستی اورون (به ترکی: Ürün Sosyalist Dergi به معنای خرمن یا محصول) زدند. درواقع نخستین انتشار این مجله با هدف انتشار آرای حزب کمونیست ترکیه به شیوۀ قانونی در سال ۱۹۷۴ انجام شد، اما مقامات حکوت نظامی در سال ۱۹۸۰ مانع از ادامۀ انتشار آن شدند.[۶] مشارکت‌کنندگان «همایش نوزایش» پس از برگزاری آن میتینگ و در سال ۱۹۹۷ بار دیگر انتشار آن مجله را از سر گرفتند. اعضای گروه که پس از یک دهه حول انتشار نشریه گرد هم آمدند، متفرق‌تر از آن بودند که بتوانند بار دیگر حزب کمونیست ترکیه را تأسیس کنند. آن‌ها در سال ۲۰۱۲ تأسیس مجدد حزب کمونیست ترکیه را اعلام کردند.[۷] اما این اقدام به دلیل تغییر نام حزب اقتدار سوسیالیستی به حزب کمونیست ترکیه در سال ۲۰۰۱ سبب شد تا دوگانه‌ای میان این دو به وجود بیاید. به همین دلیل مشارکت‌کنندگان ابتکار عمل همایش نوزایش تصمیم گرفتند که نام رسمی حزب کمونیست ترکیه (TKP) را به حزب آزادی سوسیالیستی (به ترکی: Toplumcu Kurtuluş Partisi) تغییر دهند که کوته‌نوشت آن در زبان ترکی به صورت (TKP) است، با این وجود برای تأکید بر هویت تاریخی این حزب کوته‌نوشت آن به صورت (1920 TKP) انتخاب شده‌است.